# Université de Binzhou
 (juin 2022).
Si vous disposez d'ouvrages ou d'articles de référence ou si vous connaissez des sites web de qualité traitant du thème abordé ici, merci de compléter l'article en donnant les références utiles à sa vérifiabilité et en les liant à la section « Notes et références ».
L'Université de Binzhou (chinois simplifié : 滨州学院) est une université d'État de la république populaire de Chine, située à Binzhou, dans la province de Shandong. Le campus de l'université couvre une étendue de 160 hectares. 
L'université de Binzhou dispose de 495 000 m2 de bâtiment et de 46 laboratoires scientifiques. La bibliothèque universitaire met 900 000 livres à la disposition des étudiants.
L'université de Binzhou coopère avec des établissements supérieurs d'autres pays : France, Australie, États-Unis, Russie. Les coopérations concernent principalement 3 spécialités : commerce électronique, gestion commerciale et marketing.
Actuellement[Quand ?], il y a 21 départements d'enseignement couvrant 9 thèmes principaux : littérature, histoire, économie, droit, pédagogie, sciences, technologie, agriculture et gestion. Les matières-clés sont l'écologie, les équations différentielles et les systèmes dynamiques, la sociologie culturelle, la théorie de contrôle et l'ingénierie de contrôle. En 2006, l'université de Binzhou a mis en place une université d'aviation et est devenue la plus importante université régionale pour la formation des pilotes en Chine. 
L'université accueille environ 20 000 étudiants.[Quand ?]